# Valporquero de Rueda
Valporquero de Rueda es una localidad española que forma parte del municipio de La Ercina, en la provincia de León, comunidad autónoma de Castilla y León.

## Geografía

### Ubicación
| Noroeste: Lugán                | Norte: Palacio de Valdellorma | Noreste: Modino                 |
| Oeste: Lugán                   |                               | Este: Modino                    |
| Suroeste Cerezales del Condado | Sur: San Bartolomé de Rueda   | Sureste: San Bartolomé de Rueda |

## Demografía
Evolución de la población
| Gráfica de evolución demográfica de Valporquero de Rueda entre 2000 y 2017 |
|                                                                            |
| Población de derecho (2000-2017) según el padrón municipal del INE         |